# Петър Тодоров
 Тази статия е за политика.  За архитекта вижте Петър Тодоров (архитект).  
Петър Тодоров Цачев е български политик, заемал висши длъжности след Деветоюнския (1923), Деветнадесетомайския (1934) и Деветосептемврийския преврат (1944). Той е член последователно на Радикалдемократическата партия, Демократическия сговор и Политическия кръг „Звено“.

## Биография

### Ранни години
Петър Тодоров е роден на 15 февруари (3 февруари стар стил) 1881 г. в Ловеч. Бащата Тодор Цачев е опълченец в III дружина на Българското опълчение по време на Руско-турската война. Участва в битките на опълчението при Стара Загора и при връх Шипка. Четири пъти е награждаван с Орден „За храброст“.
Петър Тодоров завършва прогимназия в родния си град Ловеч. Учи в железарско училище в Самоков. Военна служба преминава във Враца в състава на Шестнадесети пехотен ловчански полк. За кратко остава на свръхсрочна военна служба. През 1907 г. пътува в Сърбия, Италия и Швейцария, следва финансови науки в Берлин (1907 – 1911). Участва в Балканската, Междусъюзническата и Първата световна война.

### В Радикалдемократическата партия
След завръщането си в България през 1911 г. сътрудничи в различни периодични издания и се включва в политическия живот като участник в Радикалдемократическата партия. Редактор на вестник „Родина“ (1911) и списание „Демократически преглед“ (1919). Издава вестник „Радикал“ (1914 – 1923). През годините пише и в други издания, като „Свободна реч“, „Изгрев“, „Лъч“, „Бразда“. Народен представител в XIX обикновено народно събрание (1920 – 1923).

### В Демократическия сговор
През 1923 г. участва в подготовката на Деветоюнския преврат, след който става министър на финансите в първото и второто правителство на Александър Цанков (1923 – 1926). Той е сред водачите на крилото на Радикалдемократическата партия, което се присъединява към новосъздадения Демократически сговор, и през август 1923 г. става член на неговия Управителен съвет. От 1925 до 1927 г. е и подпредседател Народното събрание.
Още през лятото на 1923 г. демонстрира некомпетентност, оказвайки с пропагандна цел натиск за повишаване на валутния курс на лева, с което затруднява износа от страната. По този повод френският посланик Жорж Пико го определя като „второразреден публицист, пропит от теории и невеж във всичко, що се отнася до реалния стопански живот, преследва една-единствена цел – да качи на всяка цена националната валута и по този начин да представи бляскаво доказателство за доверието към новия кабинет“. Като министър на финансите отпуска средства за строежа на Рилския водопровод, ръководен от инженер Иван Иванов, и за възстановяване на изгорелия Народен театър „Иван Вазов“

### В Политическия кръг „Звено“
След отстраняването на Александър Цанков през януари 1926 г. остава извън правителството. През 1927 година е един от основателите на Политическия кръг „Звено“. През 1934 г. е сред организаторите на Деветнадесетомайския преврат, след който заема поста министър на финансите в първото правителство на Кимон Георгиев.
Новото правителство отстранява дългогодишният ръководител на Дирекцията на държавните дългове Никола Стоянов и Петър Тодоров е натоварен лично да води преговорите по външните заеми на България, които не са обслужвани редовно. През декември 1934 г. заминава за Лондон за разговори с кредиторите, които определят поведението му като объркано и некомпетентно. След като прави неоправдано големи отстъпки, при следващия кръг на преговорите Никола Стоянов отново е включен в делегацията.
През януари 1935 г. е отстранен, заедно с повечето представители на „Звено“. През 1936 година участва в поредния опит за преврат, организиран от Дамян Велчев, за което е съден и оправдан.
По време на Втората световна война „Звено“ се сближава с Българската комунистическа партия и влиза в доминирания от нея Отечествен фронт. Като един от водачите на организацията участва в организирането на Деветосептмврийския преврат през 1944 г. и става подпредседател на Народния съюз „Звено“ (1944 – 1945). Участва в българската делегация при подписване на Спогодбата за военно сътрудничество с Югославия на 5 октомври 1944 г. в Крайова, Румъния. От 1945 до 1947 г. е политически представител на България в Белград, като е привърженик на създаването на Балканска федерация.

### Публицист
Петър Тодоров за първи път публикува в „Списание на българското икономическо дружество“. Активно сътрудничи на в. „Демократ“, който през 1914 г. се преименува на в. „Радикал“, чийто редактор става по-късно. Съредактор е и на сп. „Демократически преглед“. Главен редактор на сп. „Лъч“. През 1932 – 1934 г. е член на редакционния съвет на в. „Изгрев“, издание на кръга „Звено“. След 1936 г. сътрудничи на сп. „Бразда“.
През 1919 г. издава като отделна брошура „Радикалната партия за националния въпрос“. През 1930 г. излиза двутомният му труд „Погромите на България“, където на базата на множество документи и стенографски записи проследява причините и виновниците за двете национални катастрофи на България. През 1939 г. като книжка от библиотека „Бразда“ излиза книгата му с очерци „Политически образи“.

## Личен живот и смърт
Петър Тодоров е женен за Керана Босолова и има две деца – Дора и Христо. Умира през 1955 година в София. През 1999 г. излизат от печат спомените на Петър Тодоров, съхранявани от дъщеря му и озаглавени „Лични свидетелства“. Предговорът е на проф. д-р Филип Панайотов.

## Дарител
Според собствените му мемоари, Петър Тодоров съдейства на Ловешка община за възстановяване на изгорелия „Покрит мост“ в Ловеч. По негово настояване правителството на Александър Цанков отпуска за целта 1 мл. лева (1925). Дарява лични средства за строителството на жп линията Левски – Ловеч (1924), новото крило на Смесена гимназия „Цар Борис III“ (1936) и църквата „Света Богородица“ (1934).

## Съчинения
- Цивилната листа. Правителственият законопроект. Уреждането на цивилната листа в странство. Нейното минало и желателното ѝ уреждане у нас, Враца, 1911, 20 с.
- Радикалната партия за националния въпрос, С., 1919, 59 с.
- Тодоров, Петър. Погромите на България. Ч. I-II.   София, Печатница Книпеграф, 1930. с. 476.
- Външната политика на България, С., 1933, 39 с.
- Политически образи (Петко Каравелов, Димитър Петков, Стоян Михайловски, Ив. Ев. Гешов, Тодор Тодоров, д-р Васил Радославов, Александър Стамболийски, Александър Греков, Димитър Ризов, Найчо Цанов, Никола Милев, Димитър Благоев, д-р Никола Генадиев, Петър Мидилев), С., 1939, 96 с.
- Югославия, С., 1945, 38 с.
- Тодоров, Петър. Лични свидетелства.   София, Фототоника, 1999. ISBN 954-9616-07-х. с. т.1. 236/т.2 - 240.